# 분석
분석(分析, 영어: analysis)은 복잡한 내용, 많은 내용을 지닌 사물을 정확하게 이해하기 위해 그 내용을 단순한 요소로 나누어 생각함을 뜻한다.
분석은 그 목적에 따라 일정한 관점에서 해야만 한다. 과학적인 사고에서는 분석적인 방법이 중요하나, 또한 분석으로 명확해진 각 요소의 관계를 통일적으로 정리하는 것(총합)도 중요하다.

## 분야

### 언어학
분석은 소주제를 뒷받침하기 위해서 그 세부를 말하는 방식이다. 즉 소주제에 대한 구체적인 내용의 설명으로 어떤 대상을 구성하고 있는 하위의 요소들을 세분화하여 서술하는 방식이다.
이 문단은 영어 위키백과를 기반으로 작성되었기에 '분석'이라는 제목에는 맞지 않음에 유의해야 한다. 'assay'라는 단어의 어근을 따진다.
Etymology Online에 따르면 동사 assay는 "시도하다, 노력하다, 노력하다, 품질을 테스트하다"를 의미한다. 영어-프랑스어 assaier에서, assai(명사)에서, 고대 프랑스어 essai에서, "시험". 따라서 명사 assay는 "시험, 품질 시험, 성격 시험"(14세기 중반부터)을 의미하며, Anglo-French assai에서 유래했다. "분석"의 의미는 14세기 후반부터 사용되었다.

### 과학
과학에서의 분석은 주로 화학, 물리학, 생화학 등에 사용되었으며 물질의 상태, 구성, 표본의 특성 등을 파악하기 위해 가해지는 전체적인 공정과 그 결과를 일컫는다. 이러한 분석 방법은 시료나 표본의 특성, 목적에 따라 다르며 이러한 기술을 통틀어 분석법이라고 부른다.  

## 같이 보기
- 분석법
- 분석화학
- 애널리틱스